# Joshua Eagle
Joshua Eagle (Toowoomba, 10 maggio 1973) è un allenatore di tennis ed ex tennista australiano.

## Carriera
Nel 1991 in coppia con il connazionale Grant Doyle conquistò l'Australian Open junior. Una volta diventato professionista, Eagle ottenne il suo miglior ranking in singolare il 28 febbraio 1994 con la 219ª posizione, mentre nel doppio divenne, il 23 aprile 2001, l'11º del ranking ATP.
In doppio, in carriera, ha vinto cinque tornei del circuito ATP e sette tornei del circuito challenger. Ha raggiunto, inoltre, diciannove volte la finale di un torneo ATP tra cui i Master Series di Toronto nel 2000 e di Monte Carlo nel 2001 sempre in coppia con il connazionale Andrew Florent.
È sposato con la ex tennista austriaca Barbara Schett; in coppia con la moglie ha raggiunto nel 2001 la finale del doppio misto dell'Australian Open, venendo però sconfitto dal sudafricano Ellis Ferreira e dalla statunitense Corina Morariu con il punteggio di 6-1, 6-3.

## Statistiche

### Doppio

#### Vittorie (5)
| Legenda                        |
| Grande Slam (0)                |
| ATP World Tour Finals (0)      |
| ATP World Tour Master 1000 (0) |
| ATP World Tour 500 Series (1)  |
| ATP World Tour 250 Series (4)  |

| Numero | Data             | Torneo                                             | Superficie  | Compagno       | Avversari in Finale               | Punteggio     |
| 1.     | 5 gennaio 1998   | Australian Men's Hardcourt Championships, Adelaide | Cemento     | Andrew Florent | Ellis Ferreira Rick Leach         | 6-4, 6-7, 6-3 |
| 2.     | 26 febbraio 2001 | Dubai Tennis Championships, Dubai                  | Cemento     | Sandon Stolle  | Daniel Nestor Nenad Zimonjić      | 6-4, 6-4      |
| 3.     | 8 luglio 2002    | Swiss Open Gstaad, Gstaad                          | Terra rossa | David Rikl     | Massimo Bertolini Cristian Brandi | 7–6(5), 6-4   |
| 4.     | 15 luglio 2002   | Mercedes Cup, Stoccarda                            | Terra rossa | David Rikl     | David Adams Gastón Etlis          | 6-3, 6-4      |
| 5.     | 7 ottobre 2002   | Vienna Open, Vienna                                | Cemento (i) | Sandon Stolle  | Jiří Novák Radek Štěpánek         | 6-4, 6-3      |

| Legenda tornei minori |
| Challenger (7)        |
| Futures (0)           |

| Numero | Data             | Torneo                                       | Superficie    | Compagno         | Avversari in Finale                   | Punteggio     |
| 1.     | 3 maggio 1993    | Kuala Lumpur Challenger 1 1993, Kuala Lumpur | Cemento       | Andrew Florent   | Marius Barnard Joost Winnink          | 6-4, 6-4      |
| 2.     | 6 dicembre 1993  | Adelaide Challenger 1993, Adelaide           | Erba          | Andrew Florent   | Ben Ellwood Mark Philippoussis        | 6-1, 6-3      |
| 3.     | 13 dicembre 1993 | Launceston Challenger 1993, Launceston       | Sintetico (i) | Andrew Florent   | Sandon Stolle Michael Tebbutt         | 6-4, 6-0      |
| 4.     | 18 luglio 1994   | Oberstaufen Cup 1994, Oberstaufen            | Terra rossa   | Kirk Haygarth    | Álex López Morón Massimo Valeri       | 6-3, 6-2      |
| 5.     | 11 dicembre 1995 | Perth Challenger 1995, Perth                 | Cemento (i)   | Andrew Florent   | Wayne Arthurs Andrew Kratzmann        | 6-4, 6-4      |
| 6.     | 3 giugno 1996    | Schickedanz Open 1996, Fürth                 | Terra rossa   | Tom Kempers      | Aleksandar Kitinov Gábor Köves        | 6-4, 6-7, 6-4 |
| 7.     | 3 giugno 2003    | Surbiton Trophy 2003, Surbiton               | Erba          | Andrew Kratzmann | Jean-François Bachelot Grégory Carraz | 6-3, 6-2      |

#### Finali perse (19)
| Numero | Data              | Torneo                                                        | Superficie    | Compagno         | Avversari in Finale                | Punteggio           |
| 1.     | 24 aprile 1995    | Seoul Open, Seul                                              | Cemento       | Andrew Florent   | Sébastien Lareau Jeff Tarango      | 3-6, 2-6            |
| 2.     | 10 giugno 1996    | Oporto Open, Porto                                            | Terra rossa   | Andrew Florent   | Emanuel Couto Bernardo Mota        | 6-4, 4-6, 2-6       |
| 3.     | 8 luglio 1996     | Swedish Open, Båstad                                          | Terra rossa   | Peter Nyborg     | David Ekerot Jeff Tarango          | 4-6, 6-3, 4-6       |
| 4.     | 27 aprile 1998    | BMW Open, Monaco di Baviera                                   | Terra rossa   | Andrew Florent   | Todd Woodbridge Mark Woodforde     | 0-6, 3-6            |
| 5.     | 15 giugno 1998    | Ordina Open, 's-Hertogenbosch                                 | Erba          | Andrew Florent   | Guillaume Raoux Jan Siemerink      | 3-6, 6-3, 1-6       |
| 6.     | 20 luglio 1998    | Mercedes Cup, Stoccarda                                       | Terra rossa   | Jim Grabb        | Olivier Delaître Fabrice Santoro   | 6-4, 5-7, 3-6       |
| 7.     | 27 luglio 1998    | Austrian Open, Kitzbühel                                      | Terra rossa   | Andrew Kratzmann | Tom Kempers Daniel Orsanic         | 6-4, 4-6, 4-6       |
| 8.     | 28 febbraio 2000  | Delray Beach International Tennis Championships, Delray Beach | Cemento       | Andrew Florent   | Brian MacPhie Nenad Zimonjić       | 5-7, 4-6            |
| 9.     | 10 aprile 2000    | Estoril Open, Estoril                                         | Terra rossa   | David Adams      | Donald Johnson Piet Norval         | 4-6, 5-7            |
| 10.    | 24 luglio 2000    | Austrian Open, Kitzbühel                                      | Terra rossa   | Andrew Florent   | Pablo Albano Cyril Suk             | 3-6, 6-3, 3-6       |
| 11.    | 31 luglio 2000    | Canada Open, Toronto                                          | Cemento       | Andrew Florent   | Sébastien Lareau Daniel Nestor     | 3-6, 6(3)–7         |
| 12.    | 16 aprile 2001    | Monte Carlo Masters, Monte Carlo                              | Terra rossa   | Andrew Florent   | Jonas Björkman Todd Woodbridge     | 6-3, 4-6, 2-6       |
| 13.    | 7 gennaio 2002    | Adidas International, Sydney                                  | Cemento       | Sandon Stolle    | Donald Johnson Jared Palmer        | 4-6, 4-6            |
| 14.    | 25 febbraio 2002  | Dubai Tennis Championships, Dubai                             | Cemento       | Sandon Stolle    | Mark Knowles Daniel Nestor         | 6-3, 3-6, 11-13     |
| 15.    | 30 settembre 2002 | Kremlin Cup, Mosca                                            | Sintetico (i) | Sandon Stolle    | Roger Federer Maks Mirny           | 4-6, 6(0)–7         |
| 16.    | 6 gennaio 2003    | Adidas International, Sydney                                  | Cemento       | Mahesh Bhupathi  | Paul Hanley Nathan Healey          | 6(3)–7, 4-6         |
| 17.    | 28 aprile 2003    | BMW Open, Monaco di Baviera                                   | Terra rossa   | Jared Palmer     | Wayne Black Kevin Ullyett          | 3-6, 5-7            |
| 18.    | 16 giugno 2003    | Nottingham Open, Nottingham                                   | Erba          | Jared Palmer     | Bob Bryan Mike Bryan               | 6(3)–7, 6-4, 6(4)–7 |
| 19.    | 28 luglio 2003    | Countrywide Classic, Los Angeles                              | Cemento       | Sjeng Schalken   | Jan-Michael Gambill Travis Parrott | 4-6, 6-3, 5-7       |